# Carylla fuscifrons
Espèce
Synonymes
- Orocharis fuscifrons Desutter-Grandcolas, 2003

Carylla fuscifrons est une espèce de grillons de la famille des Gryllidae.

## Systématique
L'espèce Carylla fuscifrons a été initialement décrite en 2003 par Laure Desutter-Grandcolas (d) sous le protonyme de Orocharis fuscifrons.

## Distribution
Cette espèce est endémique de Guadeloupe.

## Publication originale
- Desutter-Grandcolas & Bland, 2003 : « New Hapithini (Orthoptera: Grylloidea: Podoscirtidae: Hapithinae) from the Lesser Antilles ». Transactions of the American Entomological Society, vol. 129, n. 1, p. 47-70 lire en ligne).